# 1529년

## 연호
- 명(明) 가정(嘉靖) 8년
- 일본(日本) 교로쿠(享禄) 2년
- 막 왕조(莫朝) 민득(明德) 3년

## 기년
- 류큐(琉球) 쇼세이왕(尚清王) 3년
- 명(明) 세종 가정제(世宗 嘉靖帝) 8년
- 조선(朝鮮) 중종(中宗) 24년
- 막 왕조(莫朝) 태조(太祖) 3년

## 사건
- 5월 29일 - 오스만 해군이 알제에 있는 스페인 소유의 페뇬 요새를 점령하였다.
- 10월 28일 - 포르멘테라 해전: 아이딘 레이스 휘하의 오스만 함대가 스페인의 포르멘테라섬에서 스페인 함대를 격파했다.